# Gryon largi
Gryon largi är en stekelart som först beskrevs av William Harris Ashmead 1926.  Gryon largi ingår i släktet Gryon och familjen Scelionidae. Inga underarter finns listade i Catalogue of Life.